# Saint-Maurice (Val-de-Marne)
Pour les articles homonymes, voir Saint-Maurice.
Saint-Maurice est une commune française située dans le département du Val-de-Marne, en région Île-de-France. Elle s'appelait Charenton-Saint-Maurice jusqu'en 1843.

## Géographie

### Localisation

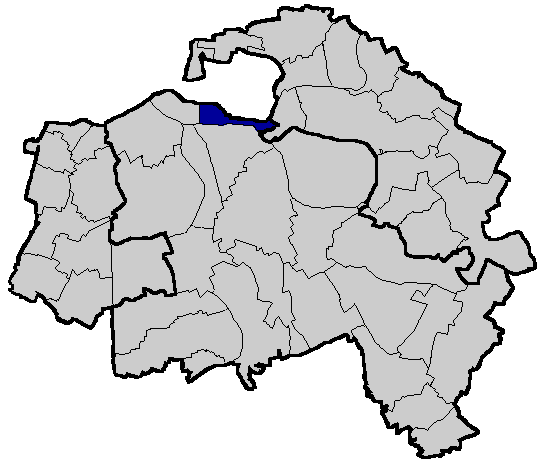
Localisation de Saint-Maurice dans le Val-de-Marne.

Saint-Maurice est une commune occupant 1,43 km2 dans le Val-de-Marne, sur la rive droite de la Marne juste en amont de son confluent avec la Seine.
Elle est voisine des villes de Charenton-le-Pont à l'ouest, de Joinville-le-Pont à l'est, de Maisons-Alfort au sud, et de Paris au nord avec le Bois de Vincennes.

### Géologie et relief
Saint-Maurice s'étend de la Marne à la partie sud du plateau calcaire de Gravelle d'une altitude de 57 à 65 mètres qui domine la vallée d'environ 30 mètres.

### Hydrographie
La ville de Saint-Maurice longe la Marne sur plus de 3 km, depuis le pont de la D148 jusqu'à Charenton-le-Pont. La rivière est bordée d'un chemin de halage ouvert aux piétons et aux cyclistes, le chemin du Moulin des Corbeaux.
Un bras secondaire, le bras de Gravelle, longe la rue du Maréchal Leclerc au nord de l'autoroute A 4. Cette autoroute est construite en 1974-1975 à l'emplacement d'un tronçon de la route nationale 4 établie sur le tracé du canal de Saint-Maurice remblayé au début des années 1950.

### Climat
Pour des articles plus généraux, voir Climat de l'Île-de-France et Climat du Val-de-Marne.
En 2010, le climat de la commune est de type climat océanique dégradé des plaines du Centre et du Nord, selon une étude du CNRS s'appuyant sur une série de données couvrant la période 1971-2000. En 2020, Météo-France publie une typologie des climats de la France métropolitaine dans laquelle la commune est exposée à un climat océanique altéré et est dans la région climatique Sud-ouest du bassin Parisien, caractérisée par une faible pluviométrie, notamment au printemps (120 à 150 mm) et un hiver froid (3,5 °C).
Pour la période 1971-2000, la température annuelle moyenne est de 12,1 °C, avec une amplitude thermique annuelle de 15,4 °C. Le cumul annuel moyen de précipitations est de 630 mm, avec 11,2 jours de précipitations en janvier et 7,6 jours en juillet. Pour la période 1991-2020, la température moyenne annuelle observée sur la station météorologique la plus proche, située sur la commune de Joinville-le-Pont à 3 km à vol d'oiseau, est de 12,9 °C et le cumul annuel moyen de précipitations est de 654,0 mm,. Pour l'avenir, les paramètres climatiques de la commune estimés pour 2050 selon différents scénarios d'émission de gaz à effet de serre sont consultables sur un site dédié publié par Météo-France en novembre 2022.
| Mois                                  | jan.             | fév.             | mars          | avril           | mai           | juin           | jui.          | août           | sep.          | oct.        | nov.            | déc.            | année      |
| ------------------------------------- | ---------------- | ---------------- | ------------- | --------------- | ------------- | -------------- | ------------- | -------------- | ------------- | ----------- | --------------- | --------------- | ---------- |
| Température minimale moyenne (°C)     | 2,5              | 2,5              | 4,7           | 7,1             | 10,6          | 13,9           | 15,8          | 15,6           | 12,4          | 9,3         | 5,6             | 3,1             | 8,6        |
| Température moyenne (°C)              | 5,2              | 6                | 9,2           | 12,4            | 15,8          | 19,1           | 21,3          | 21,1           | 17,4          | 13,3        | 8,7             | 5,6             | 12,9       |
| Température maximale moyenne (°C)     | 7,9              | 9,5              | 13,7          | 17,6            | 21            | 24,3           | 26,8          | 26,5           | 22,5          | 17,4        | 11,7            | 8,1             | 17,3       |
| Record de froid (°C) date du record   | −15,6 17.01.1985 | −12,1 07.02.1991 | −6,6 01.03.05 | −2,5 12.04.1986 | 1 08.05.1997  | 4,8 04.06.1991 | 7,5 14.07.08  | 6,8 29.08.1986 | 4 18.09.10    | −1 28.10.03 | −6,8 24.11.1998 | −9,5 29.12.1996 | −15,6 1985 |
| Record de chaleur (°C) date du record | 17,3 27.01.03    | 22,5 27.02.19    | 27,5 31.03.21 | 31 20.04.18     | 33,4 27.05.05 | 38,9 21.06.17  | 42,5 25.07.19 | 41 12.08.03    | 35,9 08.09.23 | 31 03.10.11 | 22,5 08.11.15   | 17,2 17.12.15   | 42,5 2019  |
| Précipitations (mm)                   | 52               | 47,1             | 46,3          | 45,4            | 62,9          | 54,2           | 59,1          | 55,9           | 49,9          | 56,2        | 59,2            | 65,8            | 654        |

### Voies de communication et transports

#### Voies routières
- Routes :
  - Autoroute A4 en provenance / à destination de Paris (boulevard périphérique à 2,5 km), mais pas depuis / vers la province (sortir à Joinville-le-Pont) établie en grande partie à l'emplacement de l'ancien canal de Saint-Maurice.
  - Autoroute A86 : elle traverse la ville, mais bien que sa jonction avec l’A4 empiète largement sur le territoire de Saint-Maurice, elle n’est pas reliée à la commune.
  - Route départementale D 4 (ancienne nationale N 4).

#### Pistes cyclables
La ville de Saint-Maurice est équipée d'une longue piste cyclable sur la rue Maréchal Leclerc (D214) sur sa partie est de Joinville-le-Pont jusqu'au niveau de la passerelle de Charentonneau. Il en existe également dans plusieurs rues des quartiers Montgolfier, Panoramis, ou du centre.
Le chemin de halage goudronné longeant la Marne, également nommé chemin du moulin des corbeaux, accessible aux cycles, permet de relier à vélo le centre de la capitale depuis Saint-Maur à l'écart de la circulation.

#### Passerelles
Des passerelles piétonnières, passerelle de Saint-Maurice et passerelle du Charentonneau relient la rue du Maréchal Leclerc à la voie verte des bords de Marne en enjambant l'autoroute puis la Marne jusqu'à Maisons-Alfort sur l'autre rive.

#### Transports en commun
- Transports en commun :
  - La ligne 8 du métro avec la station Charenton - Écoles, celle-ci se trouvant sur le territoire de Charenton-le-Pont mais à proximité de l’ouest de la commune ;
  - La ligne A du RER à la gare de Joinville-le-Pont, celle-ci se trouvant sur le territoire de Joinville-le-Pont mais à proximité du quartier de Panoramis, au Nord-Est de la commune ;
  - Plusieurs lignes du réseau de bus RATP.

## Urbanisme

### Typologie
Au 1er janvier 2024, Saint-Maurice est catégorisée grand centre urbain, selon la nouvelle grille communale de densité à sept niveaux définie par l'Insee en 2022.
Elle appartient à l'unité urbaine de Paris, une agglomération inter-départementale regroupant 407  communes, dont elle est une commune de la banlieue,,. Par ailleurs la commune fait partie de l'aire d'attraction de Paris, dont elle est une commune du pôle principal,. Cette aire regroupe 1 929 communes,.

### Morphologie urbaine
La ville est divisée en quartiers :
- Plateau
- Centre
- Val d'Osne
- Ancienne gendarmerie
- Gravelle
- Écluse
- Panoramis

### Projets d'aménagements
En 2017 dans le quartier du Panoramis, des logements pavillonnaire ainsi que des bureaux sont détruits pour faire place à des immeubles. En 2018 les travaux sont toujours en cours.

## Toponymie

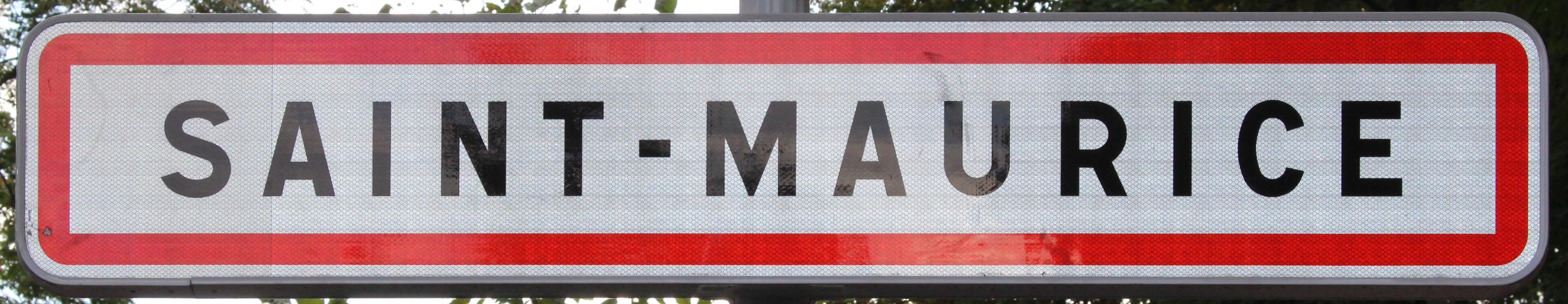
Panneau d'entrée depuis Joinville.

Anciennement Sanctus Mauricius au XIIIe siècle, Saint-Maurice-Montcouronne, Charenton-Saint-Maurice.

## Histoire
L'existence de Charenton-Saint-Maurice est attestée dès le XIe siècle.
En 1606, Henri IV permet aux protestants d'y construire un temple, que les catholiques brûlent en 1621. En 1623, il est rétabli (d'après le dessin de Jacques de Brosse, il pouvait contenir 1 500 personnes).
Au mois d'août 1685, les catholiques essaient à nouveau d'y mettre le feu. Louis XIV ayant révoqué l'édit de Nantes le 18 octobre 1685, le 23 octobre le temple est alors démoli en cinq jours.
Le cardinal de Noailles fait venir des religieuses bénédictines du Val d'Osne, qu'il établit sur l'emplacement du temple détruit, et une petite église y est bâtie.
Le 13 septembre 1641, Sébastien Leblanc, conseiller et contrôleur des guerres de Louis XIII, fait donation aux Frères de Saint-Jean de Dieu de maisons et de terres sur la paroisse de Charenton, afin d'accueillir des malades et des aliénés à la « Maison royale de Charenton » (aujourd'hui appelée hôpital Esquirol).
Les terres agricoles de la partie sud du plateau  et le coteau planté de vignes dominant la vallée sont expropriés en 1659 pour agrandir le domaine royal du bois de Vincennes. La clôture du parc de Vincennes est étendue en 1667, « la nouvelle enceinte »  jusqu'au bord du plateau pour englober les terres nouvellement acquises nommées « le faux parc » où des allées sont tracées, la plus large « la terrasse » dominant la vallée le long du nouveau mur. Des remises à gibier furent créées dans cette partie du bois de Vincennes. Le paiement des indemnités prit beaucoup de retard et les habitants de Saint-Maurice ont déploré cette amputation du territoire de la paroisse.
À l'époque de la Révolution et plus tard, l'hôpital est considérablement augmenté et convenablement doté.
Au cours de la Révolution française, la commune - alors nommée Charenton-Saint-Maurice - porte provisoirement les noms de Charenton-Républicain et de Montgravier. En 1843, la commune abandonne la référence à Charenton, pour s'appeler simplement Saint-Maurice.
Un hôpital de 411 lits est construit en 1855 dans la partie sud-ouest du bois de Vincennes sur une superficie de 16 hectares pour accueillir les ouvriers victimes d'accidents du travail ou de maladies professionnelles. Cet hôpital devenu l'hôpital national de Saint-Maurice est regroupé avec l'hôpital Esquirol en 2011.

### Diminution du territoire de la commune
Le « hameau de Gravelle », espace compris entre la Marne, le canal de Saint-Maur, l'actuel boulevard du Maréchal-Leclerc à Joinville-le-Pont et l'actuelle rue Politzer à Saint-Maur qui faisait partie de Saint-Maurice est rattaché à la commune de Joinville-le-Pont le 2 mai 1868.
La partie du bois de Vincennes au nord de la rue du Maréchal Leclerc, de la rue de la Terrasse et de l'avenue de Gravelle compris dans le territoire communal qui était limitrophe de Vincennes et de Saint-Mandé est rattaché à la Ville de Paris par décret du 18 avril 1929.

## Politique et administration

### Rattachements administratifs et électoraux
Antérieurement à la loi du 10 juillet 1964, la commune faisait partie du département de la Seine. La réorganisation de la région parisienne en 1964 fit que la commune appartient désormais au département du Val-de-Marne et son arrondissement de Créteil après un transfert administratif effectif au 1er janvier 1968. Pour l'élection des députés, elle fait partie depuis 1986 de la huitième circonscription du Val-de-Marne.
La commune fait partie depuis 1793 du canton de Charenton-le-Pont. Dans le cadre du redécoupage cantonal de 2014 en France, celui-ci s'est étendu de deux à quatre communes et comprend désormais les communes de Charenton-le-Pont, Joinville-le-Pont, Saint-Maurice, ainsi qu'une fraction de Nogent-sur-Marne.

### Intercommunalité
Les communes de Charenton-le-Pont et de Saint-Maurice ont créé en 2003 la communauté de communes de Charenton-le-Pont Saint-Maurice, qui ne comptait que ces deux villes.
Dans le cadre de la mise en œuvre de la volonté gouvernementale de favoriser le développement du centre de l'agglomération parisienne comme pôle mondial est créée, le 1er janvier 2016, la métropole du Grand Paris (MGP), dont la commune est membre.
La loi portant nouvelle organisation territoriale de la République du 7 août 2015 prévoit également la création de nouvelles structures administratives regroupant les communes membres de la métropole, constituées d'ensembles de plus de 300 000 habitants, et dotées de nombreuses compétences, les établissements publics territoriaux (EPT).
La commune a donc également été intégrée le 1er janvier 2016 à l'établissement public territorial Paris-Est-Marne et Bois, qui s'est substitué à l'ex-communauté de communes de Charenton-le-Pont Saint-Maurice.

### Tendances politiques et résultats
La ville a toujours été politiquement de tendance droite.

### Politique locale
Christian Cambon, maire de la ville depuis 28 ans, a annoncé sa démission en octobre 2017, frappé par les règles contre le cumul de mandats, préférant conserver son mandat de sénateur du Val-de-Marne, au bénéfice de son adjoint aux finances, Igor Semo, énarque, responsable des relations institutionnelles de Suez Environnement. Il restera conseiller municipal.

### Liste des maires
| Période       | Période                   | Identité         | Étiquette       | Qualité |
| ------------- | ------------------------- | ---------------- | --------------- | --- |
| 1944          | octobre 1947              | Henri Lemoine    |                 | Médecin Président de la délégation spéciale |
| octobre 1947  | juin 1948                 | Maurice Guyon    |                 | Négociant en vin et spiritueux Décédé en fonction |
| 1948          | mai 1967                  | Marius Théodore  |                 | Professeur à l'école des hautes études Décédé en fonction |
| 1967          | mars 1989                 | Louis Manchon    | RI puis UDF-PR  | Industriel Conseiller général de Charenton-le-Pont (1967 → 1998) Officier de la Légion d'honneur |
| mars 1989     | octobre 2017,             | Christian Cambon | UDF puis UMP-LR | Chef d'entreprise Sénateur du Val-de-Marne (2004 → ) Conseiller régional d'Île-de-France (1986, → 2004) Président ou vice-président de l'ex-CC de Charenton-le-Pont Saint-Maurice Vice-président de l'EPT Paris-Est-Marne et Bois (2016 → 2017) Démissionnaire à la suite de sa réélection comme sénateur |
| octobre 2017, | En cours (au 29 mai 2020) | Igor Sémo        | LR              | Énarque, directeur des relations institutionnelles Suez environnement Vice président de l'EPT Paris-Est-Marne et Bois (2016 → ) |

### Jumelages
La ville est jumelée avec :

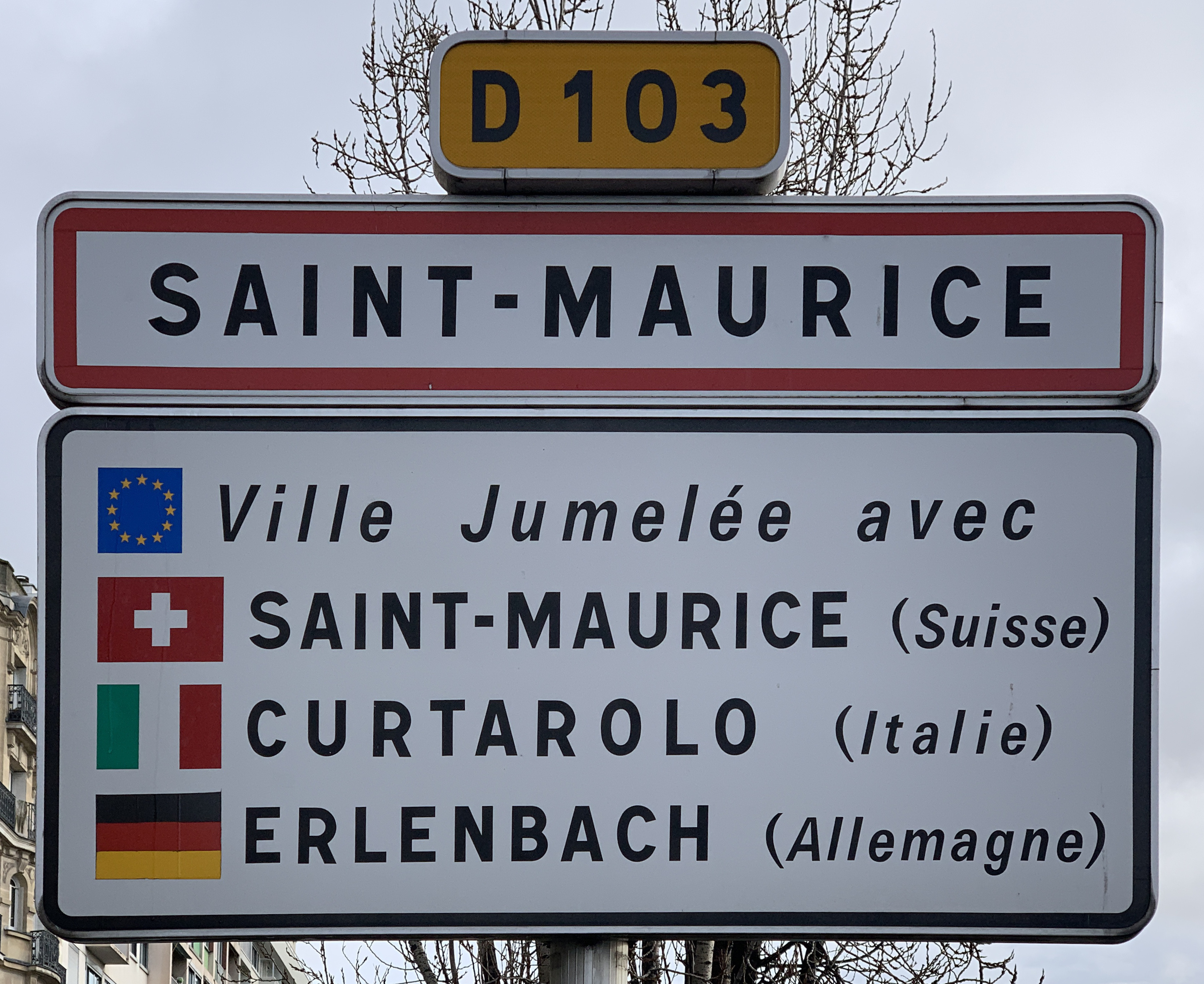
Panneau des villes jumelées avec Saint-Maurice.

- Saint-Maurice, dans le canton du Valais (Suisse) depuis 1957 ;
- Erlenbach am Main (Allemagne) depuis 1992 ;
- Curtarolo (Italie) depuis 1996.

## Population et société

### Démographie
En 2008, Saint-Maurice est la 36e commune la plus peuplée du Val-de-Marne (sur 47) et la 631e au niveau national.

L'évolution du nombre d'habitants est connue à travers les recensements de la population effectués dans la commune depuis 1793. Pour les communes de plus de 10 000 habitants les recensements ont lieu chaque année à la suite d'une enquête par sondage auprès d'un échantillon d'adresses représentant 8 % de leurs logements, contrairement aux autres communes qui ont un recensement réel tous les cinq ans,.

En 2022, la commune comptait 14 411 habitants, en évolution de +0,69 % par rapport à 2016 (Val-de-Marne : +3 %, France hors Mayotte : +2,11 %).
| 1793 | 1800 | 1806 | 1821 | 1831  | 1836  | 1841  | 1846  | 1851  |
| ---- | ---- | ---- | ---- | ----- | ----- | ----- | ----- | ----- |
| 659  | 434  | 860  | 428  | 1 447 | 1 571 | 1 805 | 2 532 | 2 551 |

| 1856  | 1861  | 1866  | 1872  | 1876  | 1881  | 1886  | 1891  | 1896  |
| ----- | ----- | ----- | ----- | ----- | ----- | ----- | ----- | ----- |
| 3 160 | 4 217 | 4 931 | 4 340 | 4 577 | 5 576 | 6 506 | 6 653 | 6 927 |

| 1901  | 1906  | 1911  | 1921  | 1926   | 1931   | 1936   | 1946   | 1954   |
| ----- | ----- | ----- | ----- | ------ | ------ | ------ | ------ | ------ |
| 7 325 | 8 320 | 8 958 | 9 509 | 10 497 | 11 445 | 11 324 | 10 133 | 11 134 |

| 1962   | 1968   | 1975  | 1982  | 1990   | 1999   | 2006   | 2011   | 2016   |
| ------ | ------ | ----- | ----- | ------ | ------ | ------ | ------ | ------ |
| 10 344 | 10 477 | 9 221 | 9 420 | 11 157 | 12 748 | 14 547 | 14 586 | 14 312 |

| 2021   | 2022   | - | - | - | - | - | - | - |
| ------ | ------ | - | - | - | - | - | - | - |
| 14 603 | 14 411 | - | - | - | - | - | - | - |

### Enseignement
- École du Plateau
- École du Centre
- École de Gravelle
- École Delacroix
- Annexe Roger-Revet
- Collège Edmond-Nocard
- CFA SUP 2000
- CFA ANDRIEUX

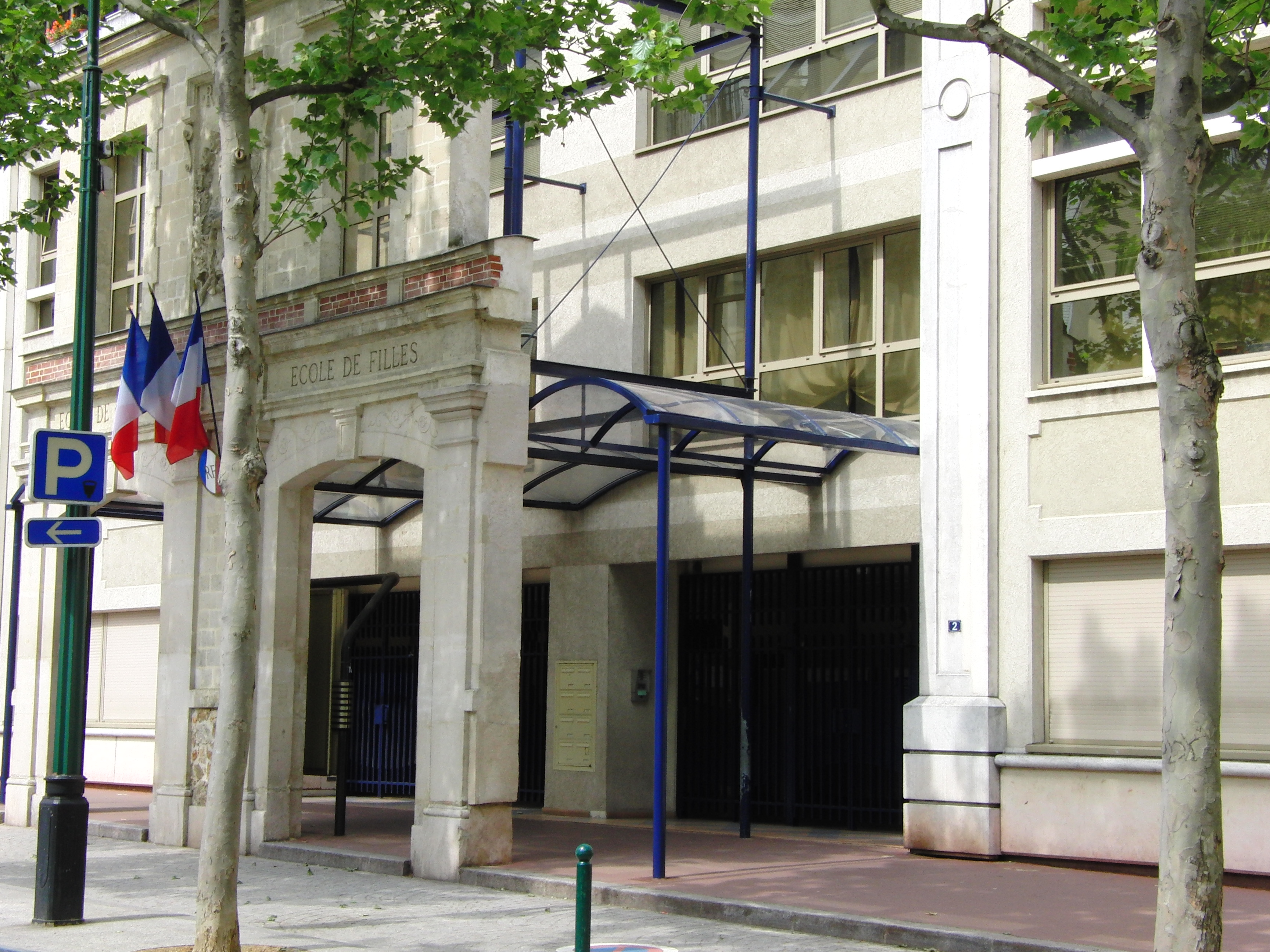
École de Gravelle.

- École nationale de kinésithérapie et rééducation (ENKRE)
- IFSI J.B. Pussin

### Santé
Les Hôpitaux de Saint-Maurice (HSM), issus du regroupement de l’Hôpital National de Saint-Maurice et de l’EPS Esquirol depuis le 1er janvier 2011, ont été renommés Hôpitaux Paris Est Val de Marne (HPEVM) le 1er janvier 2024 et sont spécialisés : 
- en soins de suite et réadaptation de l’enfant et de l’adulte,
- en psychiatrie (40 structures extrahospitalières dans les secteurs parisiens et val-de-marnais et une douzaine d’unités d’hospitalisation complète)
- et disposent également d’un centre de traitement de l’insuffisance rénale chronique
- et d’une maternité de type IIA.

### Sports
- Association Badminton Saint-Maurice
- Rugby Charenton Maisons-Alfort Saint-Maurice
- Saint-Maurice Tennis de Table
- CAP de Charenton (Football)
- Association Badminton Saint-Maurice (ABSM)
- SMOC : Saint-Maurice Omnisports Club
- Amicale bouliste de Charenton/Saint-Maurice (ABCSM)
- Attitude Charenton GRS
- Saint Charles Charenton-Saint-Maurice Section Basket
- Association Aïkido Riu
- Attitude Charenton Danse
- Foyer socio-éducatif du collège Edmond-Nocard
- Randos des Jumelages
- Staps’up
- Association sportive du collège Edmond-Nocard

### Cultes

#### Catholicisme
Saint-Maurice possède 3 églises

#### Judaïsme
Saint-Maurice possède une synagogue quartier de l'Ecluse

## Économie

### Revenus de la population et fiscalité
En 2010, le revenu fiscal médian par ménage était de 35 581 €, ce qui plaçait Saint-Maurice au 5 822e rang parmi les 31 525 communes de plus de 39 ménages en métropole.

### Entreprises et commerces
La commune, mitoyenne de Paris, a hébergé des studios cinématographiques dès le début du cinéma.

## Culture locale et patrimoine

### Lieux et monuments

#### Monuments religieux
- Église Saint-André.

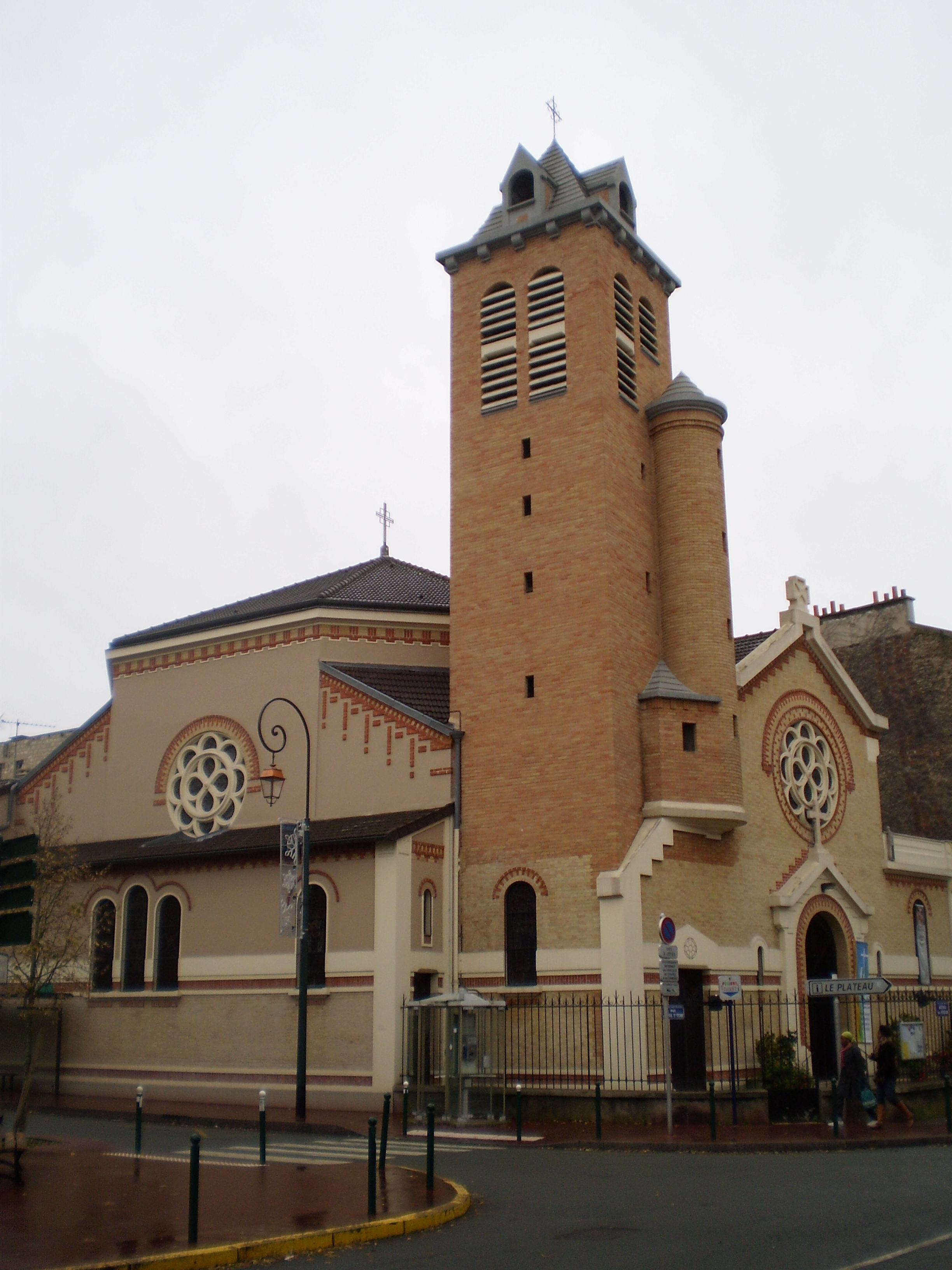
Église Saint-André, située sur l'avenue de Verdun, face à l'entrée de l'hôpital national.

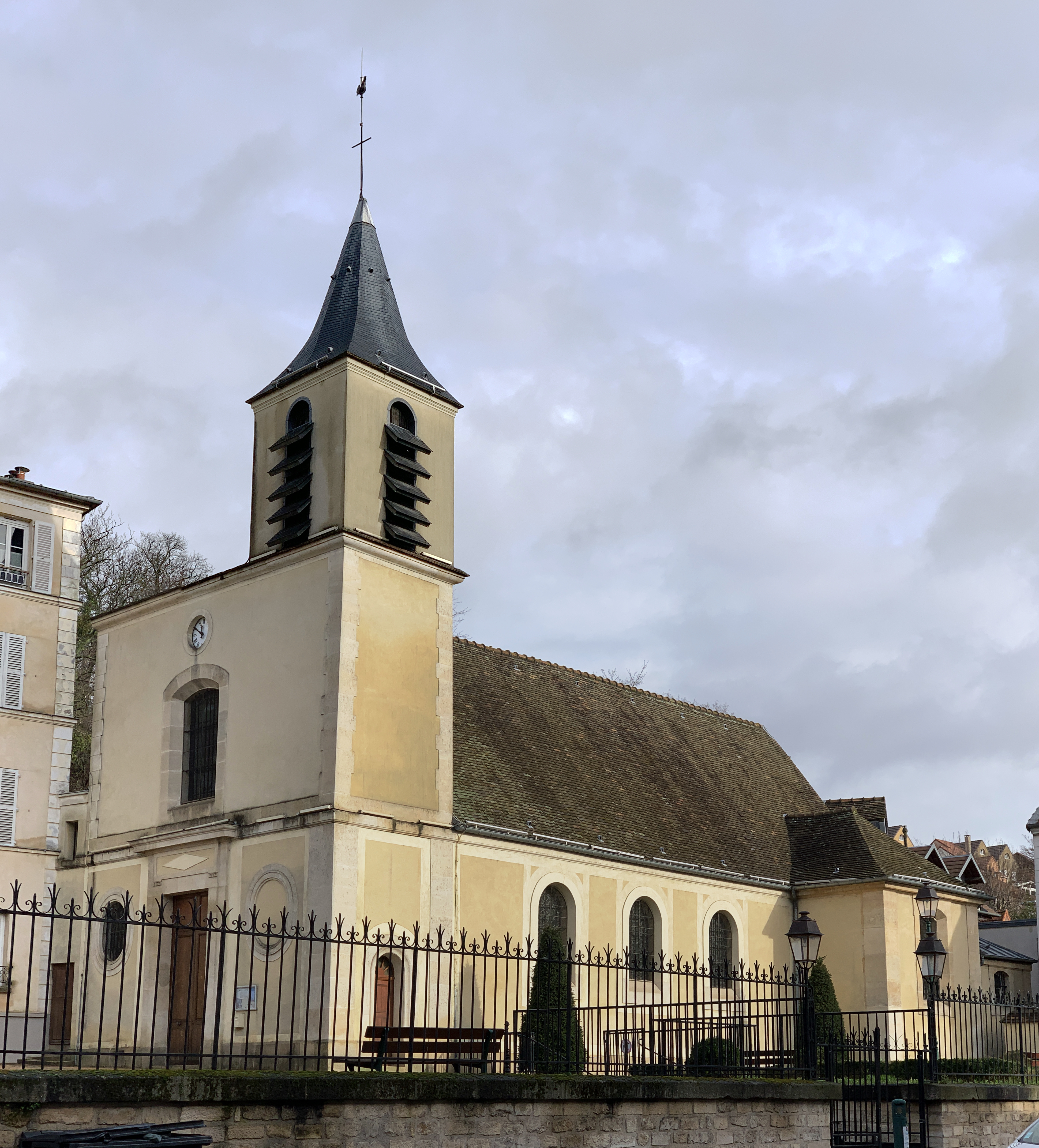
Église Saint-Maurice.

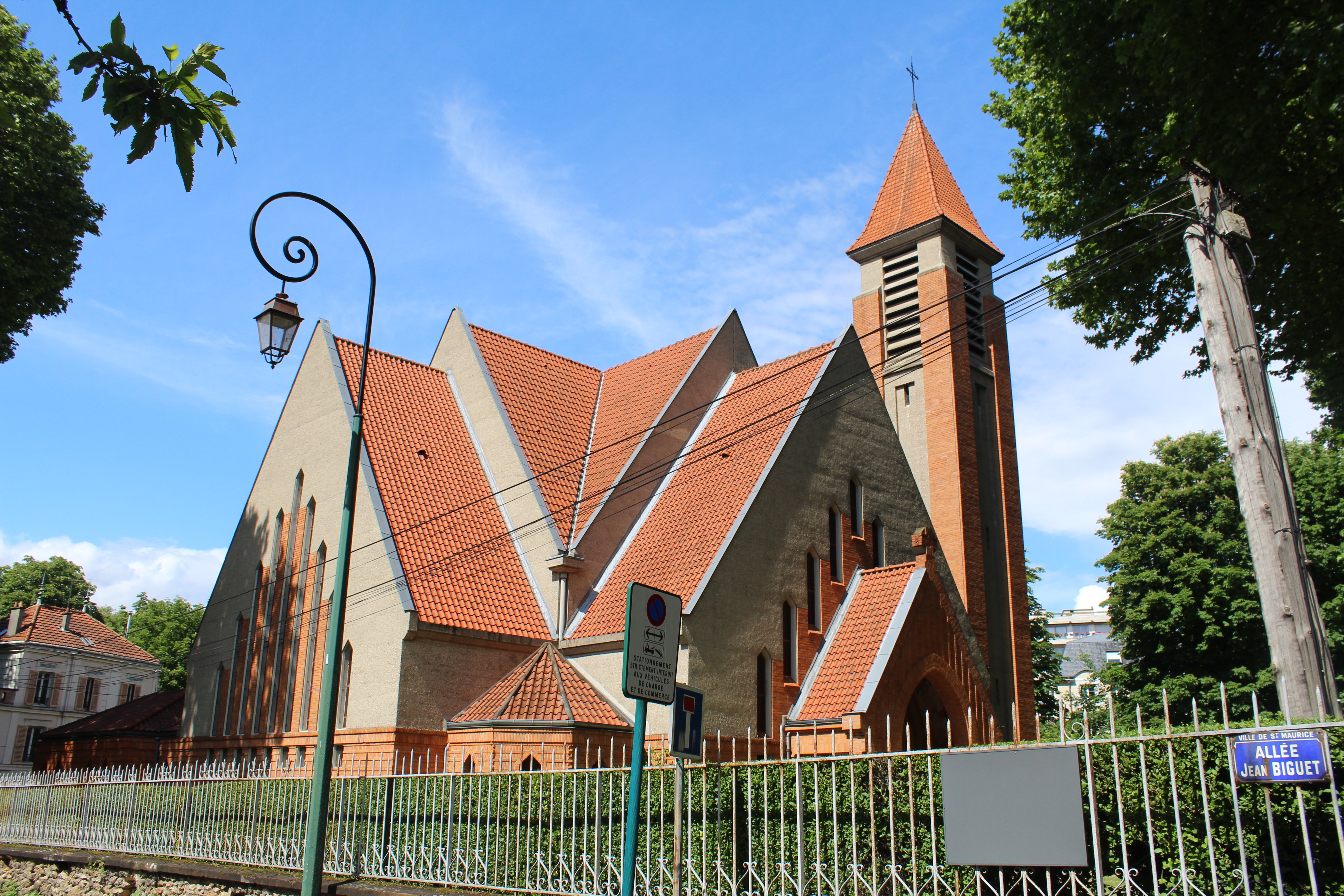
Église des Saints-Anges-Gardiens.

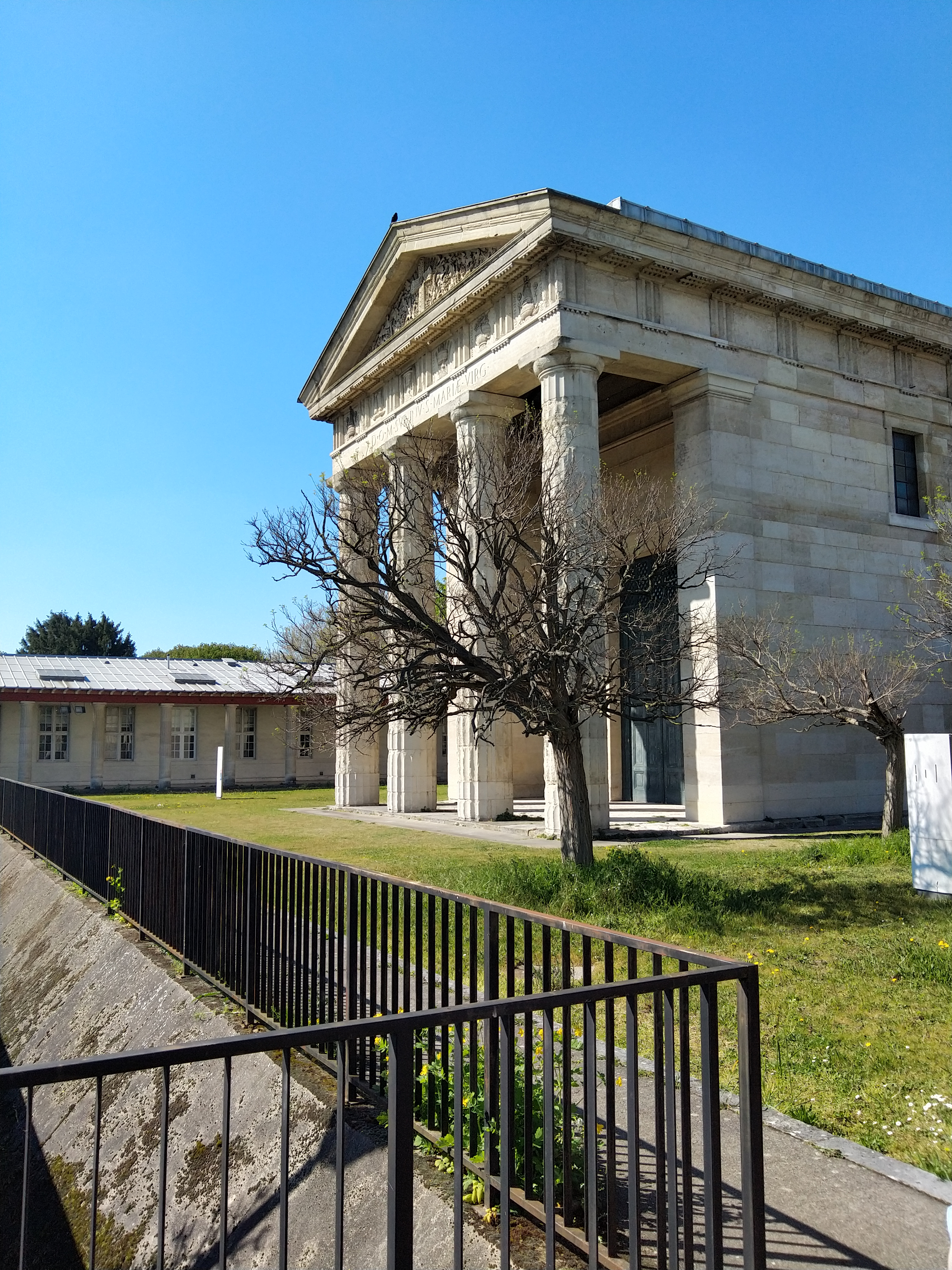
Chapelle de l'hôpital Esquirol.

- Église des Saints-Anges Gardiens : bâtie par Jean Tandeau de Marsac (1904-1980)[32],  labellisée « Patrimoine du XXe siècle ».
- Église Saint-Maurice.
- Chapelle de l'hôpital Esquirol.
- Cimetière de Saint-Maurice.

#### Monuments civils
- Le Monument à Delacroix de Jules Dalou, qui avait été érigé en 1898[33] devant l'hôtel de ville, a été détruit par la municipalité. Le buste du peintre a été déplacé devant sa maison natale. La stèle, privée de ses ornements en bronze, a été « recyclée » en monument aux morts de Saint-Maurice en 1998.
- La maison natale d'Eugène Delacroix, au 29, rue du Maréchal-Leclerc, était située à proximité d'un canal à l'époque. Le canal est devenu l'autoroute de l'Est, mais la maison existe toujours. Dans cette même maison a vécu et est mort le savant Edmond Nocard. Le peintre d'origine chilienne Eudaldo y fut relogé de 1977 à 1985. À la fin des années 1980, la maison a été restaurée par la ville et aménagée en médiathèque[34].
- L'ancien « asile d'aliénés » hébergea, entre autres, le prisonnier Latude, puis le marquis de Sade en 1789 et de 1803 à sa mort en 1814. Le peintre et graveur Charles Meryon finit sa vie à l'asile en 1868. Paul Verlaine y fit aussi plusieurs séjours en 1887 et 1890. Le colonel Toussaint-Jean Trefcon, rentré dans cet asile en 1836 y finit ses jours en 1854. Il est enterré à Saint-Maurice. Cet établissement est maintenant devenu l'hôpital Esquirol, mais reste spécialisé dans la médecine psychiatrique. Son médecin-chef Henri Baruk est mort en 1999 à Saint-Maurice.
- Passerelle de l'écluse de Saint-Maurice, au-dessus de la Marne, conçue par l'architecte Marc Mimram dont le gros-œuvre a été réalisé par Demathieu Bard et la structure métallique par l'entreprise DMI[35].
- Le moulin de la Chaussée, qui date du XVIIe siècle, a inspiré plusieurs tableaux de François Boucher[36].

#### Hôtel de ville
En 1910, le peintre Henri Marret décore les murs de l'escalier d'honneur de l'hôtel de ville de quatre toiles marouflées, et l'année suivante le plafond d'une fresque allégorique.

### Tournages
Les studios de Saint-Maurice ont accueilli de nombreux tournages de cinéma entre 1930 et 1971. Plusieurs classiques du cinéma français y ont été tournés parmi lesquels Pierrot le Fou, Un condamné à mort s'est échappé, Les Diaboliques, Le Journal d'une femme de chambre, La Belle et la Bête, Quai des Orfèvres, La Folie des grandeurs, Les Visiteurs du soir, La Traversée de Paris ou encore Compartiment tueurs,.

### Personnalités liées à la commune
- Saint Maurice d'Agaune (IIIe siècle), martyr du Valais.

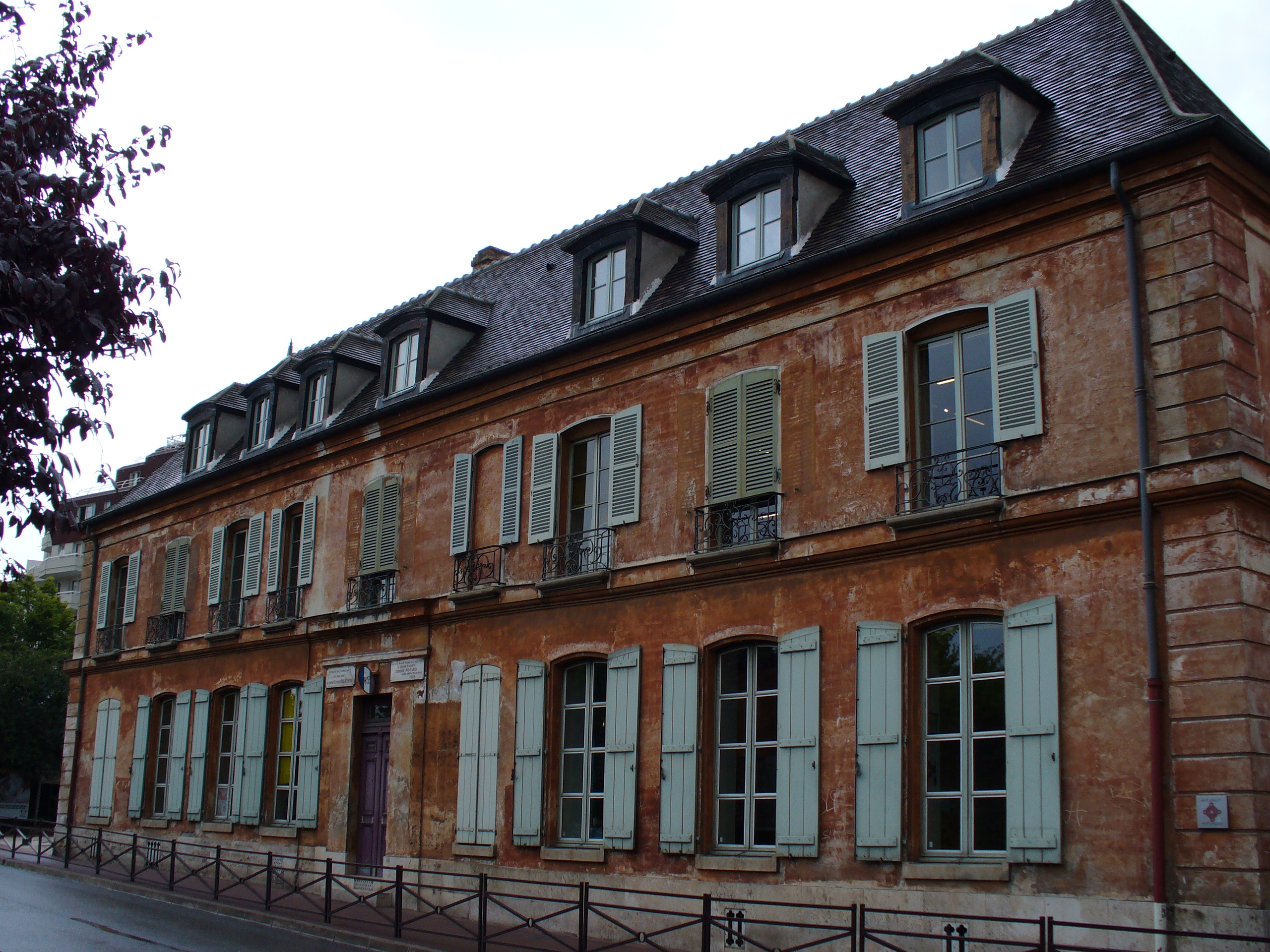
Maison natale d'Eugène Delacroix.

- Vincent Bachet (1978), hockeyeur sur glace, né à Saint-Maurice.
- Marguerite Bahuche (vers 1560/1570-1632), artiste peintre, inhumée dans le cimetière protestant de Saint-Meurice.
- Jean-Paul Belmondo (1933-2021), acteur, vécut dans l'île aux Corbeaux avec sa compagne Ursula Andress, dans la deuxième moitié des années 1960[39].
- Florence Blot, nom de scène de Marguerite Louise Léontine Digneffe (1912-1994), actrice.
- Marthe Chenal (1881-1947), chanteuse lyrique, née dans cette commune où une rue porte son nom.
- Maurice Chevit (1923-2012), acteur et dramaturge, mort à Saint-Maurice.
- Gérard Courant (1951), cinéaste, écrivain, acteur, poète et producteur, vécut au 103, avenue de Gravelle de 1985 à 2000 et y tourna plusieurs de ses films dont Inventaire filmé des rues de Saint-Maurice.
- Eugène Delacroix (1798-1863), peintre, né à Saint-Maurice.
- Jean-Baptiste Henri Durand-Brager (1814-1879), peintre et graveur, mort à Saint-Maurice.
- Émilie Fer (1983), céiste pratiquant le kayak slalom, née à Saint-Maurice.
- Laurent Fignon (1960-2010), cycliste, vécut rue du Maréchal-Leclerc.
- Evan Fournier (1992) basketteur professionnel évoluant en NBA, né à Saint-Maurice.
- Henri Goussé (1872-1914), peintre, affichiste et illustrateur, y est mort.
- Raymond Moisset (1906-1994), peintre, vécut au 24, rue des Épinettes.
- Charles Monier (1920-1953), aviateur, né à Saint-Maurice.
- Frédéric Piquionne (1978), footballeur professionnel ayant évolué en équipe de France, a grandi à Saint-Maurice.
- Adrien Rabiot (1995), footballeur français jouant à la Juventus, est né à Saint-Maurice.
- Antoine-Louis Romanet (1742 ou 1748-1807), graveur, y est mort.
- Jacques Sereys (1928-2023), acteur, né à Saint-Maurice.
- Cheick Sidibé (1981-), boxeur français.
- Hassan Yebda (1984), footballeur algérien, né à Saint-Maurice.
- Donatien Alphonse François de Sade (1740-1814) dit Marquis de Sade y est mort.
- Karim Ouchikh (1965-), homme politique français.
- Danyl (1998-), compositeur et chanteur franco-algérien est née a Saint-Maurice.
- Leny Yoro (2005-), joueur professionnel français, né à Saint-Maurice.

### Héraldique, logotype et devise
| Blason de Saint-Maurice | Les armes du Saint-Maurice se blasonnent ainsi : De gueules au saint Maurice (cavalier romain) monté sur un cheval et tenant une banderole chargée d'une croix de gueules, le tout d'argent, et passant sur une terrasse de sinople soutenue d'une rivière aussi d'argent, mouvant de la pointe. La devise de la ville est : « Gloria Sancto Mauritio », ce qui signifie « Gloire à saint Maurice » |

## Pour approfondir